# Gerry Koning
Gerry Koning (Volendam, 3 januari 1980) is een Nederlands voormalig  profvoetballer die als verdediger speelde.

## Carrière
Koning begon met voetballen bij RKAV Volendam, maar werd al op jonge leeftijd overgeheveld naar de jeugdopleiding van de betaaldvoetbalclub. Hij maakte zijn debuut in de hoofdmacht op 2 november 1998, in de met 3-3 gelijkgespeelde thuiswedstrijd tegen FC Eindhoven, waar hij na 22 minuten inviel voor Ab Persijn.
Na een moeizame start groeide de verdediger uit tot een vaste waarde in het eerste elftal, waarmee hij in 2003 naar de eredivisie promoveerde. Het jaar daarop vertrok hij naar het Rotterdamse SBV Excelsior, om na een jaar echter alweer terug te keren naar Volendam. In 2006 tekende Koning een tweejarig contract bij RBC Roosendaal. Na dit contract te hebben uitgediend keerde hij opnieuw terug naar zijn geboorteplaats, om daar aan zijn achtste seizoen in Volendamse dienst te beginnen.
Door zijn eigen doelpunt in speelronde 34 is Volendam opnieuw gedegradeerd naar de Eerste Divisie.

### sc Heerenveen
In de zomer van 2009 maakte Koning transfervrij de overstap van Volendam naar sc Heerenveen. Hij tekende een contract voor 2 jaar met een optie voor een derde jaar. Zijn eerste competitieoptreden in het shirt van Heerenveen was op 23 augustus 2009. Trond Sollied liet Koning als middenvelder debuteren in de thuiswedstrijd tegen AZ, die met 0-2 verloren ging. In zijn eerste seizoen kwam hij slechts tot 7 optredens in de hoofdmacht. Reden voor Volendam om opnieuw interesse te tonen in de oud-speler. Koning gaf echter aan dat hij voor zijn kans wilde gaan bij Heerenveen. Het seizoen daarop kwam hij tot meer optredens, mede door blessures van onder andere Daryl Janmaat.

## FC Volendam (terugkeer)
Na 2 seizoenen besloot Heerenveen de optie van een derde seizoen niet te lichten. Hiermee kon Koning transfervrij vertrekken. In mei 2011 werd bekendgemaakt dat Koning weer terug zal keren naar het oude, vertrouwde nest, Volendam.
Waar hij een 2-jarig contract tekende. In juli 2014 verliet hij FC Volendam.

## Erelijst
- ING Fair Play-prijs Eredivisie: 2011